# Valea Bădenilor, Argeș
Valea Bădenilor este un sat în comuna Stoenești din județul Argeș, Muntenia, România. Satul are cam 800 de locuitori și este situată pe valea râului Bădeni, aproape de valea Dâmboviței.